# Cantone di Le Poiré-sur-Vie
Il Cantone di Le Poiré-sur-Vie era una divisione amministrativa dell'arrondissement di La Roche-sur-Yon.
È stato soppresso a seguito della riforma complessiva dei cantoni del 2014, che è entrata in vigore con le elezioni dipartimentali del 2015.
Comprendeva i comuni di:
- Aizenay
- Beaufou
- Belleville-sur-Vie
- La Génétouze
- Les Lucs-sur-Boulogne
- Le Poiré-sur-Vie
- Saint-Denis-la-Chevasse
- Saligny